# 蒂罗尔州塞费尔德
蒂罗尔州塞费尔德是奥地利蒂罗尔州因斯布鲁克兰县的一个市镇。总面积17.4平方公里，总人口3161人，人口密度181.7人/平方公里（2011年）。
該村位於因斯布魯克西北約17公里（11英里）處，位於韋特施泰因山脈和的卡文德爾山脉之間的高原上，位於從米滕瓦爾德到因斯布魯克的歷史悠久的道路上，這條道路自中世紀以來一直很重要。它於1022年首次被提及，自14世紀以來一直是朝聖地，不僅得益於眾多朝聖者的訪問，而且還得益於其作為奧格斯堡和威尼斯之間的貿易站的中转站。同樣自14世紀以來，該地區已開採提洛爾頁岩油。早在1900年之前，塞费尔德就是一個受歡迎的度假勝地，自1930年代以來，它一直是著名的冬季運動中心，也是奧地利最受歡迎的旅遊勝地之一。該市是幾屆冬季奧運會的舉辦地，是平行轉向的發明者安東·西洛斯的家鄉。每年有超過100萬人次在这里過夜，它是蒂羅爾最受歡迎的旅遊目的地之一，尤其適合冬季滑雪，夏季也適合步行度假。

## 历史

### 古典时代
在塞费尔德附近的泥炭中发现的桩式住宅遗迹和一颗琥珀珍珠表明，它是青铜时代琥珀之路在塞费尔德高原上的一个定居点。公元前15年，德鲁苏斯和提比略征服了阿尔卑斯山脚后，旧的贸易路线被关闭。创建或继续用作Brenner Pass（根据 Alpes Norias）和Seefeld Saddle的小车路径。塞费尔德高原上的那个 这条路线在公元二世纪在赛普蒂米乌斯·塞维鲁的统治下被加固，形成了罗马道路，并作为从Pons Drusi (博尔扎诺) 经Veldidena (因斯布鲁克-维尔滕) 到Augusta Vindelicorum (奥格斯堡) 的利提亚大道（Via Raetia）。在狄奥多里克大帝时代， 卡西奧多羅斯在他的《Variae》中将居住在因河河谷的Breons描述为沙尔尼茨关口的边防卫兵。

### 中世纪
米滕瓦尔德附近的沙尔尼茨修道院始建于 763年，因而高原地区被称为沙尔尼茨瓦尔德。第一次提到塞费尔德（Seuelt）是在 1073-1078 年间，弗赖辛主教关于Werdenfelser Land边界的记录。
1170 年左右，安德克斯伯爵在旅馆上建造了一座桥，标志着因斯布鲁克开始兴起贸易，并复兴了作为帝国大道的旧干道。从 1180 年左右开始， Benediktbeuern 修道院的僧侣在安德克家族给他们一块森林并清理之后，将农民安置在泽费尔德高原上。为了确保贸易路线的安全（因斯布鲁克的市政权利已于1239 年记录在案）， 1248 年在定居点北部的狭窄点建造了施洛斯贝格城堡（Lage ）举行下级管辖。
1284 年，城堡从埃申洛厄伯国延伸到蒂罗尔伯国，形成了通往韦登费尔斯伯国的边界防御工事。教会的划分也遵循这个界限：沙尔尼茨属于弗赖辛教区，塞费尔德和上洛伊塔施属于布里克森教区。然而，维德菲尔斯伯国试图维持直到塞菲尔德郊区的领土主张，引用了 1060 年的教区边界及其自己的边界描述。另一方面，蒂罗尔的目标是将州边界向北移动到具有重要战略意义的沙尔尼茨山口。
1332 授予因斯布鲁克市修建“进入沙尔尼茨”的道路（即保护道路免收费用） 使塞费尔德获得了失败的权利：建造了一个舞厅，塞费尔德成为了一个车站。在“下路”（“上路”通向 Fernpass和Reschenpass）上的杆运输。提洛尔岩油的开采最早记载于 1350 年。相传这是巨人Thyrsus的血，因此也被称为Dürschöl卖掉了，经销商被称为Dirschler。
当 1335 年蒂罗尔王位继承战争爆发时，城堡被额外加固为重要的边境要塞，并通过税收收取费用。尽管采取了这些预防措施，这座城堡还是在 1365 年和 1368 年被巴伐利亚军队征服，但稍后又被蒂罗尔特遣队夺回。在 1369 年的Schärding 和平中，城堡归还给了当时仍然共同统治的奥地利公爵阿尔布雷希特和利奥波德。

### 近代
大约在 1430 年左右，每年有 6,500 辆货车使用这条途经塞费尔德的路线，占奥格斯堡和威尼斯之间陆路交通量的 90%。 西吉斯蒙德安排在村庄南端的收费公路上征收的通行费转到塞费尔德教区，而不再交给州政府。
1480 年，昆特斯威格 ( Kuntersweg ) 扩建为一条道路，使得在与威尼斯共和国的战争开始后的 1487 年， 西吉斯蒙德将重要的博曾市场迁至米滕瓦尔德(Mittenwald) 成为可能。结果，塞费尔德马鞍上的交通急剧增加，1485 年在因斯布鲁克建立的富格贸易站也促成了这样一个事实，即从奥格斯堡经塞费尔德、因斯布鲁克和布伦纳山口到维罗纳的路线仍然是两国之间最重要的贸易路线。意大利北部和巴伐利亚继续黯然失色的“上街”。可能是因为经济依赖Reutte附近的Ehrenberg领主Georg Gossembrot于 1488 年向 Siegmund 下达指示，将货物通过特尔夫斯和蕨类山口运输到奥格斯堡，不再通过Zirler Berg和 Scharnitz。
另一方面， 1495 年靠近科赫尔湖的Kesselbergstraße的建成改善了与慕尼黑的联系，慕尼黑在1506 年根据长子继承法成为巴伐利亚州的唯一首府。Via Imperii仍然是一条重要的朝圣路线；从 1500年起， “Seefelt”被列为Erhard Etzlaub的Romweg地图上的一个车站，马丁·路德在 1511 年 3 月 从罗马返回德国的途中曾在塞菲尔德夜。
1500 年 10 月 20 日，西格蒙德的继任者马克西米利安一世和菲利普·冯·弗赖辛亲王主教批准了前一年缔结的条约，将蒂罗尔边界向北移动到沙尼茨一公里以内。
为了维持和促进有利可图的朝圣之旅，马克西米利安捐赠建造了一座修道院。它的建造从 1516 年持续到 1604 年，完成后修道院被移交给奥古斯丁。除了木材（1785 年修道院拥有750 英亩的森林）和捕鱼（1782 年从 Kreuzsee 钓到16英担鱼）外，还经营了一家临终关怀院和一家啤酒厂。
1586 年，蒂罗尔的斐迪南大公将施洛斯贝格城堡及其所有财产遗赠给了泽费尔德教区，该教区于 1604 年并入修道院。现在只有一名守卫住在城堡里。
在三十年战争（1618-1648 年）中，塞费尔德没有遭到破坏，尤其是因为1633 年在沙尔尼茨山口上修建了波尔塔克劳迪亚边境防御工事。1628年，利奥波德五世大公在一次狩猎之旅中得知“奇迹般的十字架”后，他捐赠了一座小教堂的建筑。水库中的岩岛被选为场地，Seekirchl到 1632 年基本完成，尽管内部设计一直拖到 1666 年。朝圣人数再次增加，一年内有多达 12,000 名朝圣者来到泽费尔德。
1664 年，根据索恩伯爵（Thurn）和 Taxis以及巴伐利亚选帝侯斐迪南·馬利亞之间的合同，德国邮政建立了一条新的邮政路线，从慕尼黑通过泽费尔德马鞍到因斯布鲁克。然而，1679 年米滕瓦尔德市场搬迁至博曾，以及由于三十年战争而导致奥格斯堡作为经济中心的衰落，导致货物流动衰退。与此同时，蒂罗尔已成为金丝雀繁育中心，18 世纪因斯布鲁克、奥格斯堡和纽伦堡之间的贸易蓬勃发展。然而，道路状况已经恶化到这样的程度，以至于通过 Reutte 或通过Achental的路线被越来越多地使用，并且在 1775 年，出租车站被路由通过Kufstein和 Inntal。
1783 年 5 月，在塞费尔德对一名 15 岁的Ötztal农民女孩进行为期 8 天的公开驱魔活动引起了轰动。 2,000 多名旁观者也从米滕瓦尔德、罗伊特和泰尔夫斯出发，在当时只有 400 多名居民的小镇上进行了手术。前一年，以启蒙运动为导向的约瑟夫二世将寺院视为“迷信和宗教狂热的源头”  ，已经开始废除“无用”的寺院。1783 年 7 月 11 日，一项法院法令宣布奥古斯丁修道院的萨尔茨堡-蒂罗尔协会分裂，因此，现在出现的蒂罗尔协会必须进行改革。塞费尔德修道院当时由十五位神父、一位神职人员和四位平信徒兄弟组成，在牧区重组期间被发现是多余的，并于 1785 年 3 月 6 日解散。 1785 年夏末，僧侣们离开了塞费尔德。
1787 年，也就是引入约瑟芬法典的那一年，施洛斯贝格法院并入霍滕贝格法院，该法院此前对塞费尔德拥有最高管辖权。

### 19世纪
1800年，斯塔姆斯修道院接管了牧区，并以27,000 美元的价格购买了这座废弃修道院的财产。在1805 年 11 月 4 日，法国军队在米歇尔·内伊元帅 和路易斯·亨利·洛伊森将军的领导下占领了克劳迪亚门后。第三次联军战争，800名士兵在镇上扎营，掠夺教堂和修道院。1805 年 12 月 26 日，在普莱斯堡和约中蒂罗尔被割让给巴伐利亚选帝侯后，世俗化开始了 也延伸到新获得的国家领土，现在终于成为前修道院于 1808 年 3 月以 23,000 美元的价格卖给了塞费尔德的两名公民。在那之后，旅馆和两个啤酒厂在建筑物中经营。Kreuzsee 河被抽干了，塞菲尔德地区的当地名称为“Höpfeler” ，原因是在前湖的遗址上或多或少地成功种植了啤酒花。
在 1809 年 7 月 31 日的蒂罗尔起义期间，士兵们烧毁了牧师住宅、邮局和 14 座住宅楼，并将与前修道院一样遭到严重破坏的教堂用作马厩。

## 地理

### 地形
該村位於因河畔客棧和伊薩爾河之間的分水嶺北面的塞费尔德高原上。高原（還包括洛伊塔施、塞費爾德附近賴特、沙爾尼茨和泰爾夫斯）被西面的韋特施泰因山脈和東面的卡文德爾山脉所包圍；它以陡峭的坡度下降到南部的因山谷。向北，高谷穿過沙爾尼茨村，通往與德國接壤的米滕瓦爾德。

从东到西俯瞰塞费尔德高原

塞费尔德有兩個主要山區（步行或滑雪）：一個是圓形山丘，格施萬德特山（1,495m）；另一個在東邊的山坡上，在半山腰的大餐廳之後被稱為Rosshütte。這些山脈主宰了塞费尔德高原；從左/北到右/南，它們是Seefel der Joch、塞費爾德峰（2,215m）、黑梅勒峰（2,224m）和賴特峰（2,374m）。其他值得注意的地標包括聖十字湖教堂（Seekirchl），一個小型洋蔥圓頂教堂。還有一個很受歡迎的沐浴湖，叫做瓦尔德湖（Wildsee）。
在Seefel der Joch的東側，Haglbach的支流升起，向西流過Hermannstal山谷，然後在到達高原時向南擺動，沿著市政邊界運行，為瓦尔德湖提供水源。瓦尔德湖受到來自Haglbach沉積物的威脅。未來計劃在因斯布魯克大街以東挖掘一個水庫以收集這些沉積物。瓦尔德湖的尾流，現在稱為湖溪（Seebach），向北流經塞费尔德（Seefeld），在經過村中心後不久收集Raabach的水域。這部分在1762年被彼得·阿尼奇稱為姆赫溪（Mühlbach）。

### 水文
Raabach的源頭位於東南部靠近Mösern Mähder的地方，曾經被扣留形成一個水庫，因此Seekirchl教堂得名。在靠近塞巴赫的Schlossberg下方是一個含氡氣的泉水，以弗朗茨·約瑟夫泉的名稱，於1900年首次在《蒂羅爾和福拉爾貝格省皇家溫泉目錄》中被提及(Verzeichnisder Kurorte und Bäder der K. K. Statthalterei für Tirol und Vorarlberg)，直到1984年一直用作健康泉水。它的氡含量為每升117貝克勒爾，相當低（飲用水的限值為1,000Bq/l）。
卡姆溪（Klammbach）起源於瓦尔德穆湖（Wildmoossee）下方的Wildmoosalm，在Geigenbühel遠側的村莊西北部運行，經過Triendlsäge（那裡有一個容量為450m³的水庫，為一個小型水電站提供45kW）並與位於博德納姆前面的Lehenwald森林的湖溪（Seebach）合併，形成Drahnbach。後者流向沙爾尼茨並流入伊薩爾支流吉森巴赫。

### 土地
在 1738 公顷面积中，1103 公顷为森林（63.4%），312 公顷为农业用地和休闲绿地（17.9%），102 公顷为建成区（5.9%）。水体和湿地占 13 公顷（0.7%），其余 208 公顷为荒地（12%）。340 公顷（城市面积的 19.6%）被视为永久定居区，其中 31% 已建成。市区最大的西南-东北方向为8.1公里，西北-东南方向Hermannstal和Lehenwald之间仅1.5公里。

根据CLC 数据，土地利用分布如下

### 气候
由于其海拔高度，塞费尔德的气候具有低山脉特征，位于高山带以下的山地。位于阿尔卑斯山北部边缘的位置确保了来自比斯开湾（西北位置）的低压区域的高降水量。另一方面， 韋特施泰因山脈也阻挡了云层，因此塞费尔德尽管天气恶劣，高原仍然可以经常出现在阳光下。焚风也会出现（10 月份的最高测量温度：23 °C）。
平均气温5.1℃，年降水量1165.3毫米。最热的月份是7月和8月，平均气温为 14.3 和 13.8°C，最冷的 1 月和 2 月平均气温为 -3.2 和 -2.8°C。1956年2月2日，塞费尔德的温度计降至-32.5°C，这意味着蒂罗尔的寒冷记录。自 1975 年以来的最低温度也在 2 月测得 -27.4 °C，7 月最高，为 32.2 °C。最晴朗（云量低于 20%）的月份是 12 月至 2 月，而阴天最少（覆盖率高于 80%）是 10 月。

最潮湿的月份是7月，平均为153.4毫米，最干燥的是10月，平均为64.8毫米。冬季新鲜积雪超过4米，一年110天积雪达到20厘米以上。白色圣诞节的概率是85%，平安夜降雪的概率是25%。
| Seefeld (1971–2000)                                     | Seefeld (1971–2000) | Seefeld (1971–2000) | Seefeld (1971–2000) | Seefeld (1971–2000) | Seefeld (1971–2000) | Seefeld (1971–2000) | Seefeld (1971–2000) | Seefeld (1971–2000) | Seefeld (1971–2000) | Seefeld (1971–2000) | Seefeld (1971–2000) | Seefeld (1971–2000) | Seefeld (1971–2000) |
| 月份                                                    | 1月                 | 2月                 | 3月                 | 4月                 | 5月                 | 6月                 | 7月                 | 8月                 | 9月                 | 10月                | 11月                | 12月                | 全年                |
| ------------------------------------------------------- | ------------------- | ------------------- | ------------------- | ------------------- | ------------------- | ------------------- | ------------------- | ------------------- | ------------------- | ------------------- | ------------------- | ------------------- | ------------------- |
| 历史最高温 °C（°F）                                     | 14.5 (58.1)         | 15.2 (59.4)         | 19.0 (66.2)         | 21.5 (70.7)         | 27.0 (80.6)         | 28.4 (83.1)         | 32.2 (90.0)         | 30.3 (86.5)         | 28.0 (82.4)         | 23.0 (73.4)         | 17.9 (64.2)         | 13.0 (55.4)         | 32.2 (90.0)         |
| 平均高温 °C（°F）                                       | 2.2 (36.0)          | 3.1 (37.6)          | 6.3 (43.3)          | 9.7 (49.5)          | 15.3 (59.5)         | 17.5 (63.5)         | 20.2 (68.4)         | 19.8 (67.6)         | 16.4 (61.5)         | 12.2 (54.0)         | 5.1 (41.2)          | 2.3 (36.1)          | 10.8 (51.4)         |
| 日均气温 °C（°F）                                       | −3.2 (26.2)         | −2.8 (27.0)         | 0.3 (32.5)          | 3.7 (38.7)          | 9.2 (48.6)          | 11.8 (53.2)         | 14.3 (57.7)         | 13.8 (56.8)         | 10.2 (50.4)         | 5.9 (42.6)          | 0.0 (32.0)          | −2.5 (27.5)         | 5.1 (41.2)          |
| 平均低温 °C（°F）                                       | −6.9 (19.6)         | −6.7 (19.9)         | −3.7 (25.3)         | −0.7 (30.7)         | 3.9 (39.0)          | 6.7 (44.1)          | 9.1 (48.4)          | 9.1 (48.4)          | 6.0 (42.8)          | 2.1 (35.8)          | −3.3 (26.1)         | −6.1 (21.0)         | 0.8 (33.4)          |
| 历史最低温 °C（°F）                                     | −26.0 (−14.8)       | −27.4 (−17.3)       | −23.1 (−9.6)        | −10.8 (12.6)        | −4.5 (23.9)         | −1.4 (29.5)         | 1.0 (33.8)          | 0.5 (32.9)          | −4.8 (23.4)         | −7.9 (17.8)         | −21.2 (−6.2)        | −22.0 (−7.6)        | −27.4 (−17.3)       |
| 平均降水量 mm（）                                       | 74.8 (2.94)         | 77.2 (3.04)         | 80.6 (3.17)         | 70.4 (2.77)         | 97.8 (3.85)         | 140.6 (5.54)        | 153.4 (6.04)        | 141.8 (5.58)        | 92.8 (3.65)         | 64.8 (2.55)         | 85.8 (3.38)         | 85.3 (3.36)         | 1,165.3 (45.88)     |
| 平均降雪量 cm（）                                       | 78.7 (31.0)         | 72.2 (28.4)         | 75.0 (29.5)         | 39.0 (15.4)         | 2.7 (1.1)           | 0.4 (0.2)           | 0.0 (0.0)           | 0.0 (0.0)           | 0.1 (0.0)           | 13.1 (5.2)          | 62.3 (24.5)         | 76.3 (30.0)         | 419.8 (165.3)       |
| 平均降水天数（≥ 1.0 mm）                                | 8.7                 | 8.9                 | 10.9                | 11.4                | 12.6                | 15.6                | 15.0                | 14.4                | 10.9                | 8.5                 | 10.3                | 10.1                | 137.3               |
| 平均相對濕度（％） （14:00）                            | 63.4                | 59.9                | 55.9                | 54.3                | 53.5                | 57.5                | 56.4                | 57.9                | 58.3                | 58.1                | 65.9                | 66.3                | 59.0                |
| 来源：Central Institute for Meteorology and Geodynamics |                     |                     |                     |                     |                     |                     |                     |                     |                     |                     |                     |                     |                     |

## 景观
- 聖奧斯瓦爾德教區和朝聖教堂
- 教堂西面是原奧古斯丁修道院，今天是五星級酒店。由馬克西米利安一世於1516年創立的旅館
- Pfarrhof，教堂上方和南部
- 村莊西部的聖十字湖教堂（Seekirchl）：塞费尔德的象徵，由因斯布魯克的宮廷建築師克里斯托夫·甘普（Christoph Gumpp）在大公利奧波德五世（ArchdukeLeopoldV）下建造，巴洛克風格（建於1629-1666年），約瑟夫·安東·普埃拉赫（JosefAntonPuellacher）的畫作
- 位於村莊東部邊緣的塞费尔德林地公墓，設有小教堂和紀念碑，以紀念1945年4月末從達豪集中營在鐵路旅行中喪生的人
- 冬宮和村莊以北的Schlossberg舊城堡

## 交通

### 铁路

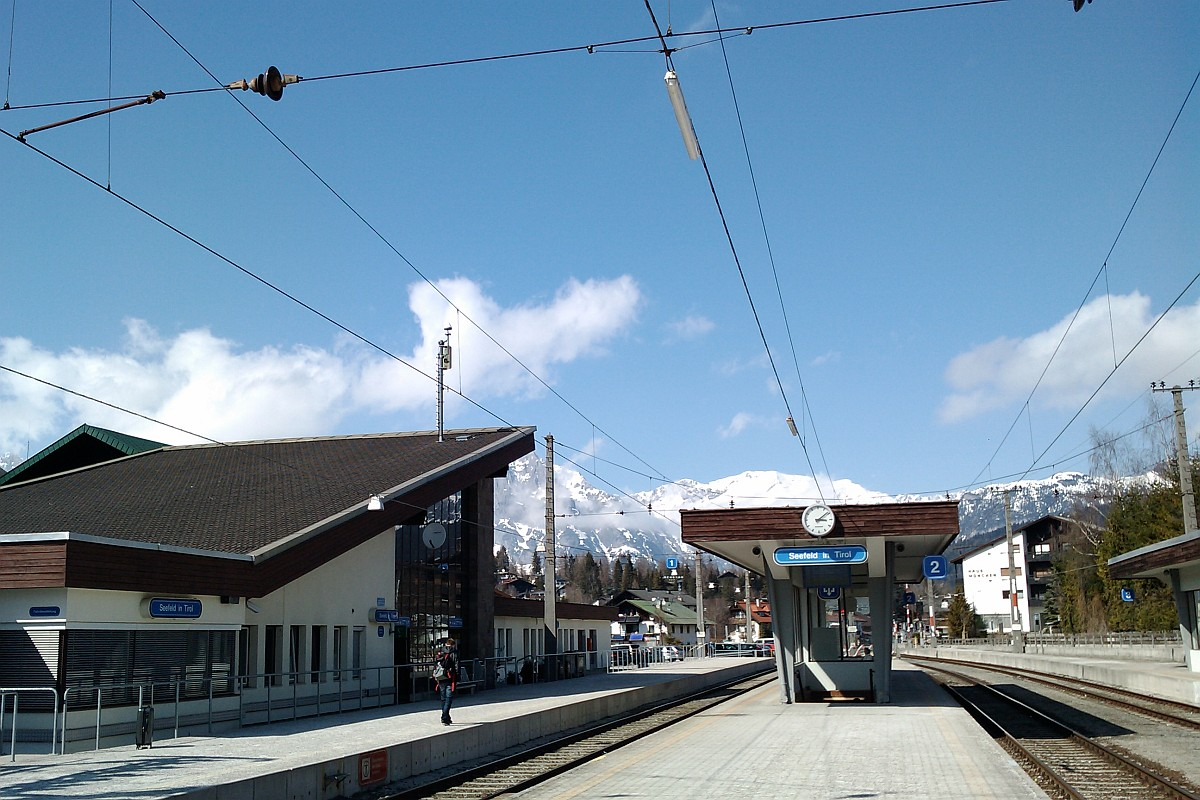
塞费尔德火车站

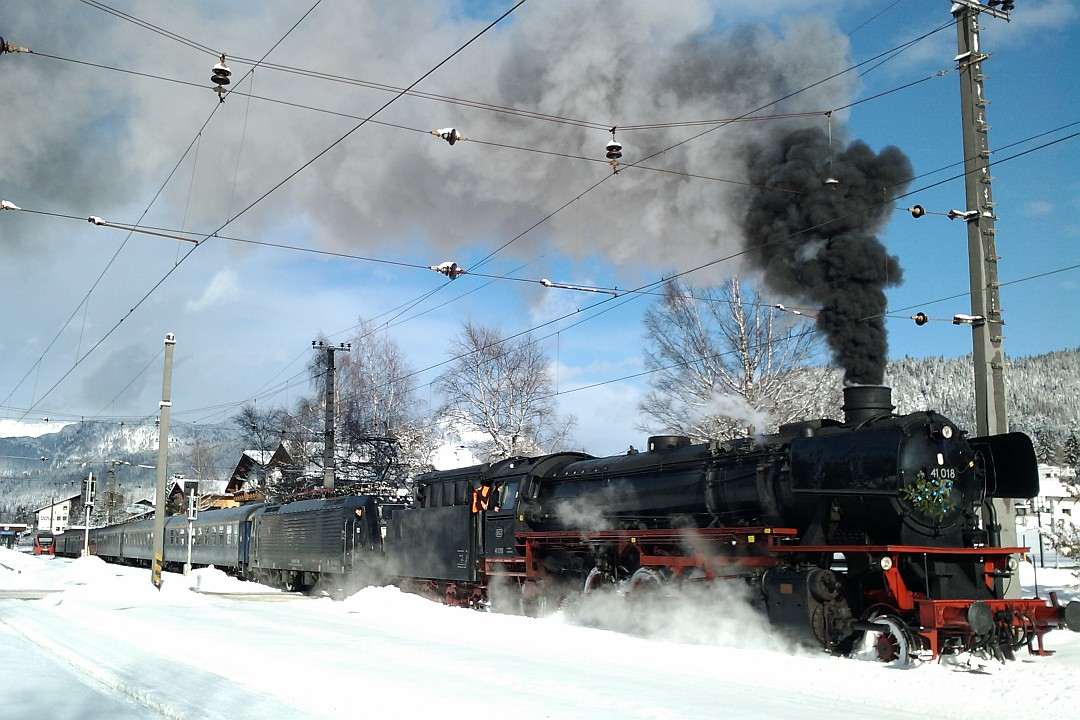
塞费尔德火车博物馆

塞费尔德位於卡文德爾鐵路上，經加米施-帕滕基興和因斯布魯克通往慕尼黑。從因斯布魯克到Scharnitz（到Garmisch-P.）的S-Bahn5號線也提供服務。從2010年冬季時刻表開始，塞费尔德站成為歐洲频率最高的城際快車(ICE)站。在周末，每天有兩列ICE列車在每個方向提供服務（2014年時刻表）。

### 公交
| 号码 | 名称           | 路线                                                                                             |
| ---- | -------------- | ------------------------------------------------------------------------------------------------ |
| 4184 | regiobus Tirol | Seefeld/Tirol - Leutasch - Oberleutasch - Buchen                                                 |
| 4186 | regiobus Tirol | Seefeld/Tirol – Gießenbach – Scharnitz – Mittenwald – Leutasch – Seefeld/Tirol – Reith – Leithen |
| 8354 | regiobus Tirol | Seefeld/Tirol - Mösern - Telfs                                                                   |
| 040  | Flixbus        | Innsbruck - Seefeld - Garmisch-Parten. - Munich Central Bus Station - Munich Airport             |

### 公路
通往德國邊境的Bundesstraße177聯邦高速公路（Seefelder Strasse）是歐洲高速公路E533路線的一部分。它從齊爾穿過齊爾贝格到沙爾尼茨和米滕瓦爾德。另一條連接因山谷的公路從特爾夫斯出發，途經莫森，沿著通往洛伊塔施的公路，穿過沙爾尼茨山口就可以到達米滕瓦爾德。
因斯布魯克機場距離塞费尔德約有20公里。冬季有來自漢堡、柏林、科隆和法蘭克福的直飛航班。

## 经济
塞费尔德是越野滑雪的重要中心。1964年和1976年冬季奧運會的北歐賽事均在塞费尔德舉辦。1933年、1985年和2019年FIS北歐滑雪世界錦標賽期間的比賽也在這裡舉行。在冬季奧運會和1985年世界錦標賽中，只有普通跳台滑雪的小山在塞费尔德，大山在因斯布魯克）以及2012年1月第一屆冬季青年奧林匹克運動會的一些項目。世界杯比賽已經在這裡舉行了很多次。在2019年世界錦標賽期間，跳台滑雪在蒂羅爾州的塞费尔德舉行。
1963年冬季兩項世界錦標賽也在蒂羅爾州的塞费尔德舉行。
高山滑雪區很小，適合初學者。有兩個獨立的小區域，除了滑雪巴士（免費）或出租車外，沒有連接。地形本身非常好，可以方便地前往其他設施（步行、商店和奧林匹亞游泳館）。
塞费尔德因地處高原而深受步行者的歡迎；有許多吸引人的步道不依賴於爬山和爬山。然而，進山的步道也很漂亮，尤其是因為卡文德爾是一個巨大的自然保護區。推薦的步行路線包括穿過Schlossbachklamm到Hochzirl（然後乘坐火車返回），然後從纜車站下到Eppzirlertal。有可能通過卡文德爾山脈前往阿亨湖（Achensee）進行多日步行。
與其他11個城鎮一起，塞费尔德是阿爾卑斯山最佳社區的成員。
| 年份 | 旅游人次  |      | 年份      | 旅游人次 |           | 年份 | 旅游人次 |
| ---- | --------- | ---- | --------- | -------- | --------- | ---- | -------- |
| 1951 | 00147.486 | 2000 | 1.130.000 | 2008     | 1.039.536 |      |          |
| 1956 | 00358.382 | 2001 | 1.148.520 | 2009     | 00993.441 |      |          |
| 1961 | 00606.905 | 2002 | 1.114.022 | 2010     | 1.032.461 |      |          |
| 1966 | 00825.139 | 2003 | 1.087.431 | 2011     | 1.000.084 |      |          |
| 1971 | 1.030.048 | 2004 | 1.087.360 | 2012     | 1.035.647 |      |          |
| 1976 | 1.124.825 | 2005 | 1.102.164 | 2013     | 1.092.440 |      |          |
| 1980 | 1.257.432 | 2006 | 1.084.839 | 2014     | 1.043.577 |      |          |
| 1992 | 1.370.000 | 2007 | 1.053.992 | 2015     | 1.133.751 |      |          |

## 图集

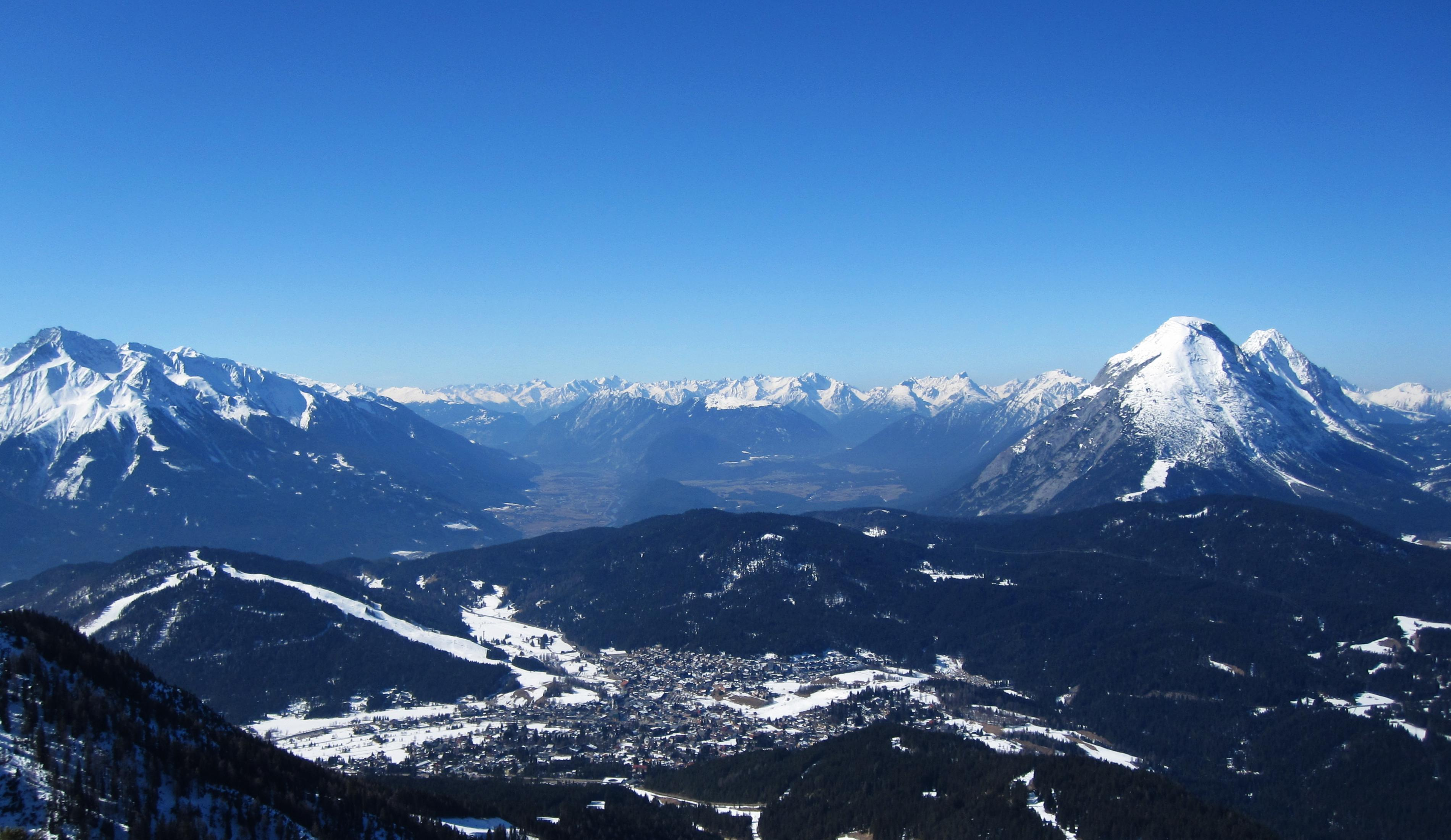
Seefelder Joch处的风景
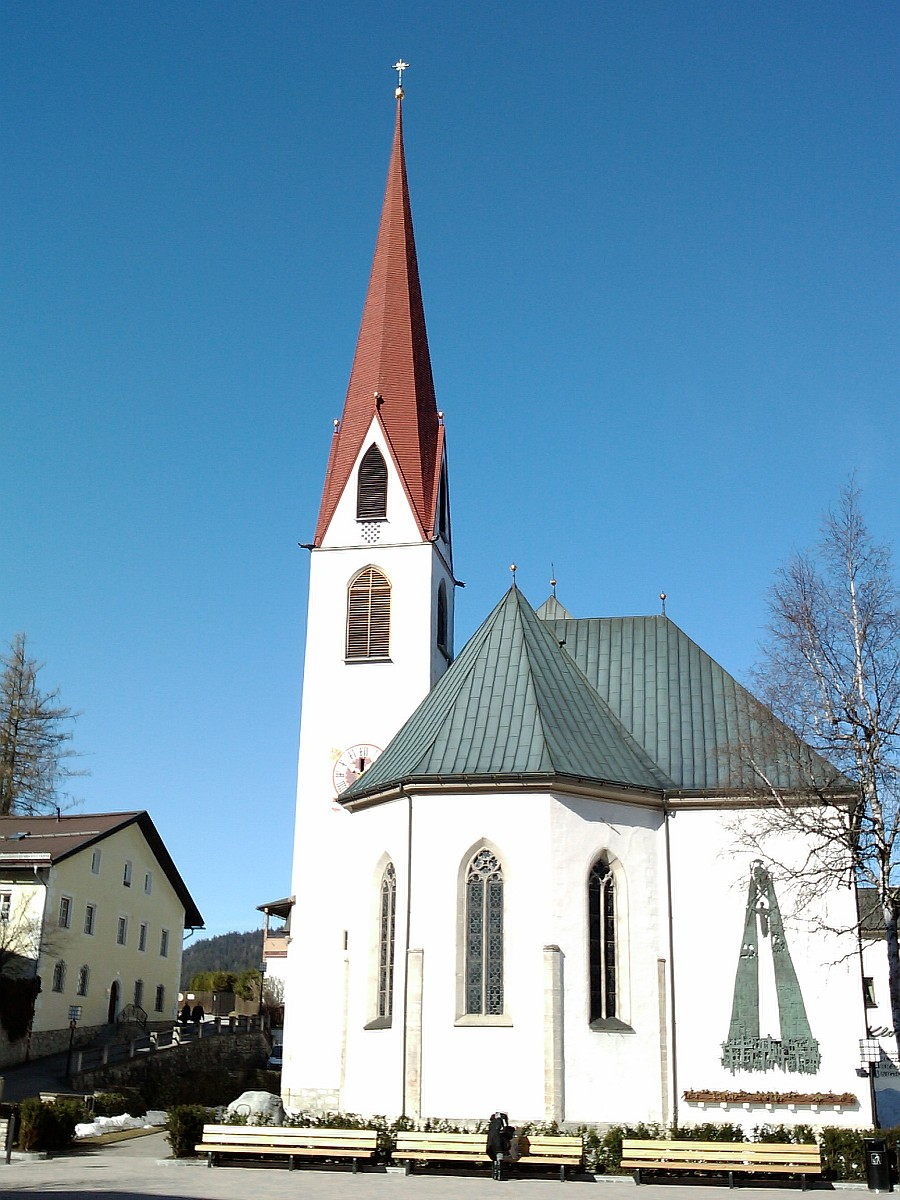
圣奥斯瓦尔德教区座堂
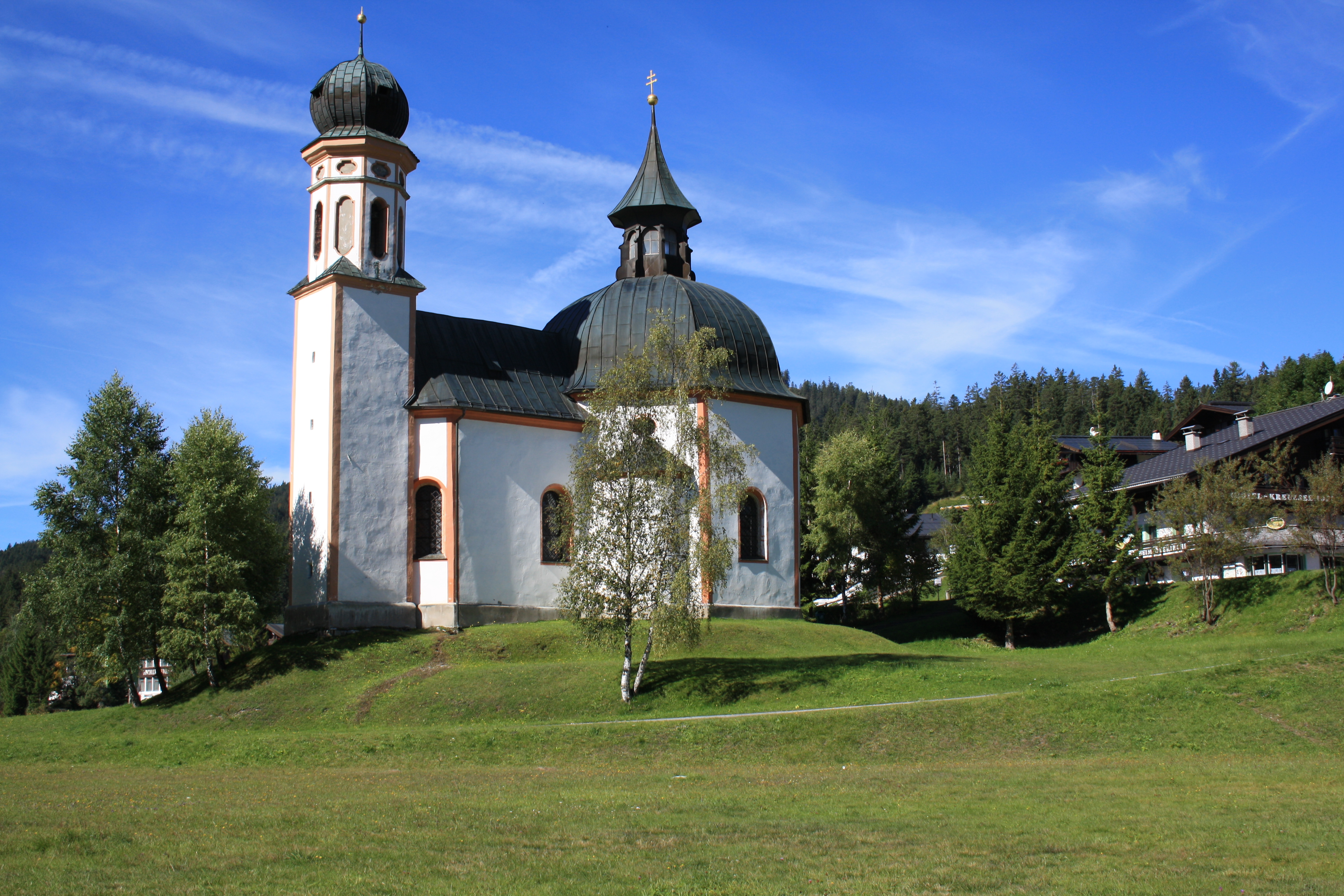
聖十字教堂
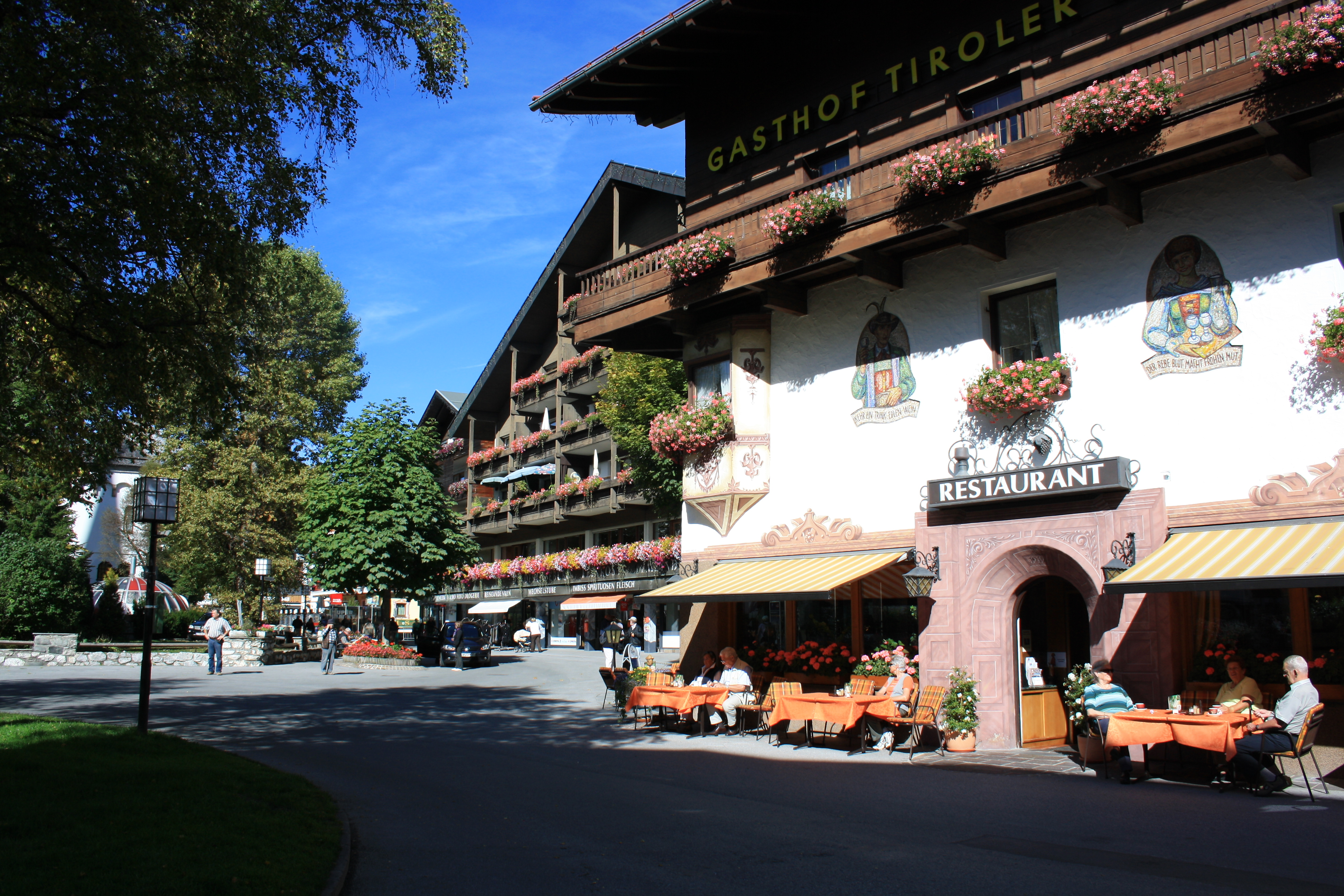
老城主广场
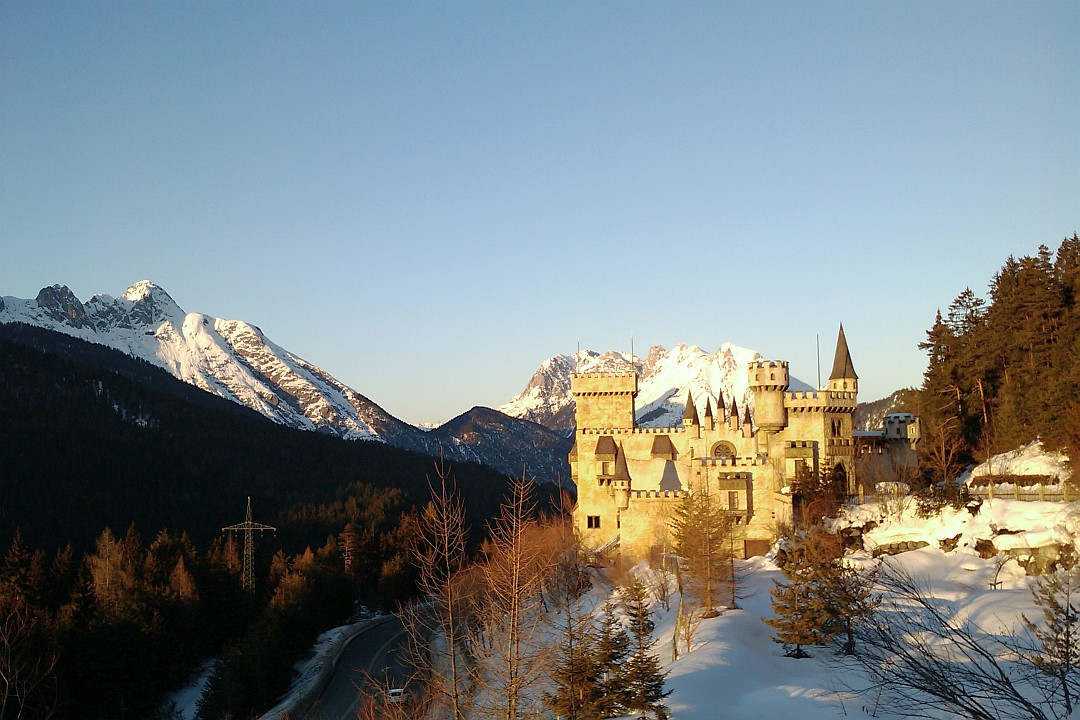
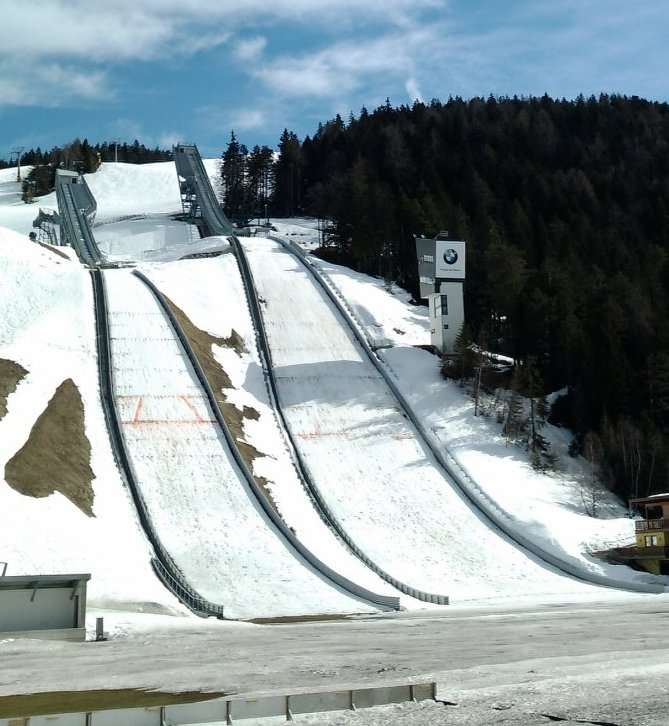
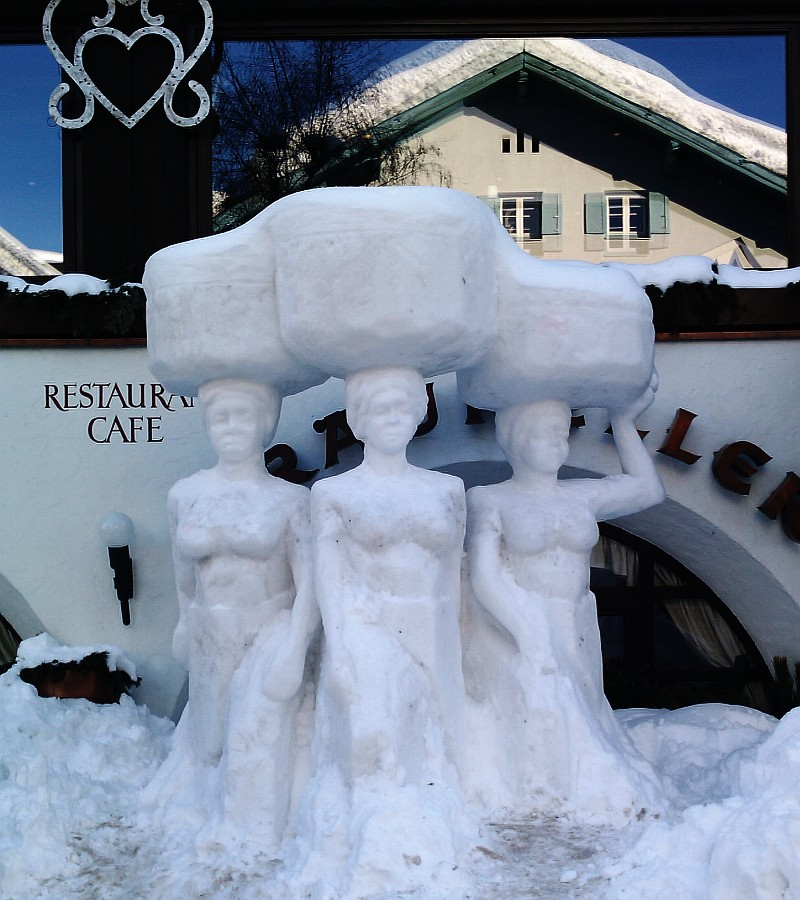